# Alberto Galeano
Alberto Galeano (Montevideo, Uruguay; 21 de noviembre de 1930) fue un futbolista uruguayo. Desempeñó como delantero.

## Trayectoria
Fue un futbolista uruguayo que jugó en clubes de Uruguay, Colombia, y Perú, donde fue campeón con el Sport Boys Association en el 1958.

## Clubes

### Como jugador
| Club                   | País     | Temporada |
| ---------------------- | -------- | --------- |
| Centro Atlético Fénix  | Uruguay  | 1949-1950 |
| River Plate            | Uruguay  | 1951      |
| Club Nacional          | Uruguay  | 1952      |
| River Plate            | Uruguay  | 1953-1956 |
| Cúcuta Deportivo       | Colombia | 1957      |
| Sport Boys Association | Perú     | 1958-1959 |
| Club Centro Iqueño     | Perú     | 1960      |
| Club Atlético Chalaco  | Perú     | 1961      |
| Sport Boys Association | Perú     | 1962      |

## Palmarés

#### Campeonatos nacionales
| Título                    | Club                   | País | Año  |
| ------------------------- | ---------------------- | ---- | ---- |
| Primera División del Perú | Sport Boys Association | Perú | 1958 |